# Manuel Medina Ortega
Manuel Medina Ortega (* 15. Dezember 1935 in Arrecife, Las Palmas) ist ein spanischer Rechtswissenschaftler und Politiker (PSOE). Er war unter anderem von 1986 bis 2009 Mitglied des Europäischen Parlaments.

## Leben
Medina Ortega war eines von neun Kindern von Celia Ortega und Rafael Medina Armas, der 1936 als Kandidat der Frente Popular zum Bürgermeister von Arrecife gewählt wurde. Nach Abschluss des Jurastudiums an der Universität La Laguna 1957 promovierte Medina Ortega 1961 an der Universität Madrid und erhielt im Folgejahr einen Master in Vergleichender Rechtswissenschaft an der Columbia University. Von 1959 bis 1975 lehrte er an der Universität Complutense Madrid Internationales Recht und Internationale Beziehungen, mit einem Gastaufenthalt an der University of Redlands 1969/70. 1975 wurde er zum Dekan der Politik- und Sozialwissenschaftlichen Fakultät der Universität Complutense ernannt, wechselte jedoch noch im selben Jahr an die Universität La Laguna in Teneriffa, wo er den Lehrstuhl für Internationales Recht übernahm und 1976 zudem Vizerektor wurde. 1978 kehrte er an die Complutense zurück, wo er bis 1982 blieb.
Bei den spanischen Parlamentswahlen 1982 gewann Medina Ortega auf der Liste der sozialistischen Partei PSOE einen Sitz im spanischen Parlament. Mit dem spanischen Beitritt zu den Europäischen Gemeinschaften wurde er 1986 Mitglied des Europäischen Parlaments, dem er von da an bis zur Europawahl 2009 als Mitglied der Fraktion der Sozialdemokratischen Partei Europas angehörte. Von 1986 bis 1987 war Medina Ortega zudem Vizepräsident des Parlaments; von 1987 bis 1994 leitete er die Delegation des Europäischen Parlaments für die Beziehungen zu den Ländern Südamerikas. Danach war er von 1994 bis 1999 stellvertretender Fraktionsvorsitzender der Sozialdemokraten. Bei der Europawahl in Spanien 2009 trat Medina Ortega nicht mehr an und schied somit aus dem Parlament aus.